# Trentepohlia (Paramongoma) femorata
Trentepohlia (Paramongoma) femorata is een tweevleugelige uit de familie steltmuggen (Limoniidae). De soort komt voor in het Neotropisch gebied.